# The Indelicates
The Indelicates sono una band indie rock inglese.

## Carriera
The Indelicates sono un quintetto basato sul sodalizio romantico ed artistico tra Simon Clayton (nome d'arte Simon Indelicate), un aspirante poeta e cabarettista, e la sua compagna Julia Clark-Lowes (nome d'arte Julia Indelicate), cantante, pianista e fotografa che per amore ha abbandonato il gruppo pop delle Pipettes.
Il loro album di debutto, American Demo, è stato pubblicato in Regno Unito per la Weekender Records nel 2008.

## Discografia

### Album
- American Demo - Weekender Records - Weekender Records - 2008
- Songs for Swinging Lovers - Corporate Records - 2010
- David Koresh Superstar - Corporate Records - 2011
- Diseases of England - Corporate Records - 2013

### Singoli
- We Hate The Kids - Sad Gnome Records - 2006
- Julia, We Don't Live in the '60s - Weekender Records - 2007
- Sixteen - Weekender Records - 2007
- America - Weekender Records - 2008

### EPs
- The Last Significant Statement To Be Made in Rock'n'Roll - Sad Gnome Records - Febbraio 2007